# Thomas Pöge
Thomas Pöge (* 6. Mai 1979 in Potsdam) ist ein früherer deutscher Bobfahrer und ehemaliger Zehnkämpfer.

## Leben
Thomas Pöge ist Sportsoldat der Bundeswehr und betreibt seit seinem achten Lebensjahr aktiv Leistungssport, speziell Leichtathletik. Er errang viele Meistertitel auf Landesmeister und Deutsche Meisterschaften Ebene. 1993 spezialisierte er sich auf die Disziplin Zehnkampf der Leichtathletik. Den wichtigsten Erfolg seiner Zehnkampfkarriere erreichte er 1998 bei den Juniorenweltmeisterschaften in Annecy mit dem zweiten Platz. Erwähnenswert ist auch der 5. Platz bei den Europameisterschaften 2001 in Amsterdam. Seine Bestleistung erzielt er im Jahr 2000 mit 7853 Punkten.
2002 wechselte Thomas Pöge zum Bobsport und startet für den BSR Rennsteig Oberhof. Bis 2007 war er Anschieber für André Lange. Fast alle seine Erfolge erreichte er im Viererbob. Bei den Europameisterschaften 2005 gewann er im Lange-Vierer die Silbermedaille. Bei den Juniorenweltmeisterschaften 2003 (im Bob von Andre Zschocke) und 2004 (im Bob von Karl Angerer) gewann er jeweils Viererbronze. Im Weltcup gewann er 3 Rennen, 2003 in Calgary und Igls und 2004 in Calgary. 2005 kam er in Lake Placid auf den zweiten, in Igls und Altenberg auf den dritten Rang. Bestes Ergebnis bei Deutschen Meisterschaften war 2008 der 1. Platz im Zweierbob und der 2. Platz im Viererbob. 2007 wechselte Pöge zu René Spies, der jedoch noch vor Saisonbeginn aufgrund von Verletzungen seine Karriere beendete. Daraufhin wechselte Pöge in den Bob von Matthias Höpfner. Mit Matthias Höpfner wurde Thomas Pöge im Februar 2008 Dritter bei den Weltmeisterschaften in Altenberg im Viererbob. 2009 erreichte er mit dem Team Angerer den 3. Platz bei der Europameisterschaft in St. Moritz, nach der Verletzung seines Piloten Höpfner. Thomas Pöge gehörte dann von 2009 bis September 2010 aktiv dem Bobteam Angerer an. Am 13. September 2010 gab er seinen offiziellen Rücktritt vom Leistungssport bekannt.
Im Oktober 2010 begann Pöge ein Studium zum Polizeikommissar an der Fachhochschule der Polizei des Landes Brandenburg in Oranienburg.